# Pasilobus bufoninus
Pasilobus bufoninus là một loài nhện trong họ Araneidae.
Loài này thuộc chi Pasilobus. Pasilobus bufoninus được Eugène Simon miêu tả năm 1867.